# Made to Love Magic
Made To Love Magic é um álbum do compositor britânico Nick Drake. Lançado em 2004, reúne gravações caseiras, novas versões e restos de estúdio.

## Faixas
- Todas compostas por Nick Drake

1. "Rider on the Wheel"
2. "Magic"
3. "River Man"
4. "Joey"
5. "Thoughts of Mary Jane"
6. "Mayfair"
7. "Hanging on a Star"
8. "Three Hours"
9. "Clothes of Sand"
10. "Voices"
11. "Time of no Reply"
12. "Black Eyed Dog"
13. "Tow the Line"